# Seznam nizozemskih kardinalov
Seznam nizozemskih kardinalov.

## Po letu imenovanja
- Adriaan Florenszoon Boeyens
- Willem van Enckevoirt
- Willem Marinus van Rossum
- Johannes de Jong
- Bernardus Alfrink
- Johannes Willebrands
- Ad (Adrianus Johannes) Simonis
- Wim (Willem Jacobus) Eijk